# Ébullition
Pour les articles homonymes, voir Ébullition (homonymie).

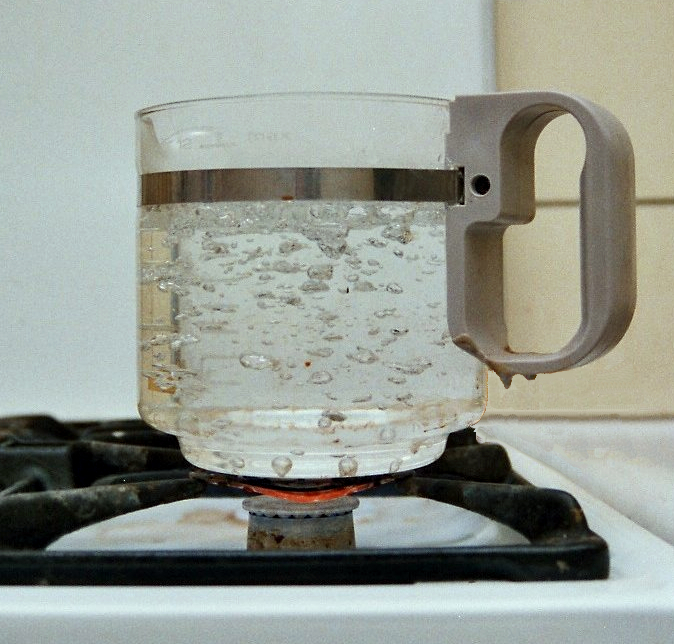
Ébullition de l'eau dans un contenant chauffé par un brûleur.

L’ébullition est la formation de bulles lors du changement violent d’un corps de l’état liquide vers l’état gazeux (une vaporisation rapide). Elle se produit lorsque la pression de vapeur saturante est égale ou supérieure à la pression du liquide : les bulles de vapeur formées au fond du récipient deviennent stables et peuvent donc remonter à la surface.

## Processus d'ébullition

### Principe physique
Par définition, la pression de vapeur saturante est la pression à laquelle la vapeur d'un corps est en équilibre thermodynamique avec la phase liquide de ce même corps. Tant que la température est inférieure à la température de changement de phase, la pression au sein du liquide est supérieure à la pression de vapeur saturante, donc à la pression pour laquelle les deux phases du corps peuvent coexister en équilibre thermodynamique. Une hypothétique bulle de vapeur d'eau au sein du liquide serait donc automatiquement retransformée en liquide.
Ce n'est que lorsque la température de changement de phase est atteinte qu'une bulle de vapeur peut exister durablement au sein du liquide. La différence de tension de surface entre la phase liquide et la phase vapeur engendre une surpression à l'intérieur des bulles. Cette surpression dépend très fortement de la taille de la bulle. Plus la bulle est petite, plus la pression à l'intérieur de celle-ci est grande. Ce phénomène empêche la formation de nouvelles bulles.
Sur une surface parfaitement lisse, il serait théoriquement impossible de parvenir à la formation de bulles. Dans la réalité, il existe toujours des rugosités ou des poussières qui vont permettre la « naissance » d'une bulle. C'est ce que l'on appelle les sites de nucléations (exemple : dans une coupe de champagne il n'est pas rare de voir que les bulles se forment à des endroits précis du verre, et non sur toute la surface de celui-ci).
Une fois qu'une bulle est apparue, il est plus facile pour le liquide de se vaporiser en augmentant la taille de celle-ci plutôt qu'en faisant naître une nouvelle bulle. Les bulles ainsi formées sur les sites de nucléation vont se développer jusqu'à atteindre une taille critique, entraînant celles-ci vers le haut. C'est l'apparition de l'ébullition.
En l'absence de site de nucléation, le liquide continue de surchauffer. La plus petite perturbation, comme la vibration engendrée par l'action de mélanger, est capable d'engendrer une séparation explosive des phases liquide et vapeur. Pour cette raison, il est possible d'ajouter aux liquides susceptibles d'entrer en surchauffe de la pierre ponce dont la présence permet à l'ébullition de démarrer et d'éviter l'explosion.

### Typologie
En fonction des conditions de vaporisation (fond plat/mur vertical, surface plane/surface rugueuse, différence de température entre la surface chaude et la température d'ébullition), l'aspect de l'ébullition sera différent.
Nukiyama (1934) a proposé une classification. Dans le cas de l'eau à pression atmosphérique, il observe que lorsque l'élément chauffant est à la température de 110 °C, l'eau commence à « frémir ».
Jusqu'à 130 °C, des bulles sont formées, grossissent et se détachent de l'élément chauffant. Il parle d'ébullition nucléée (cas classique de l'eau dans une casserole).
Au-dessus de cette température de l'élément chauffant, un film de vapeur apparaît autour de celui-ci, empêchant le liquide d'entrer en contact. Il parle alors d'ébullition pelliculaire ou d'ébullition en film. Certaines branches de la physique préfèrent employer le terme de caléfaction.

## Utilisations

### Rendre l'eau potable
Désinfecter l'eau en la portant à son point d'ébullition — vers 100 °C — est la méthode la plus ancienne et la plus efficace car elle n'affecte pas le goût, elle est efficace malgré les contaminants ou particules qui s'y trouvent, et elle permet d'éliminer la plupart des microbes causant des maladies intestinales. Dans les endroits disposant d'un système de purification efficace, cette technique n'est recommandée que comme traitement d'urgence ou pour obtenir de l'eau potable en milieu sauvage ou dans les zones rurales, car elle ne permet pas de retirer les toxines chimiques ou les impuretés.